# Bandstjärtad fruktätare
Bandstjärtad fruktätare (Pipreola intermedia) är en fågel i familjen kotingor inom ordningen tättingar.

## Utseende
Bandstjärtad fruktätare är en knubbig grön fågel med korallrött på näbb och ben. Hanen har en svart huva, gul halskrage och grön kropp med fjälligt mönster undertill. Honan är helgrön med liknande bukmönster samt en tydlig gul ring runt ögat. Fågeln liknar men är något större än grön fruktätare som saknar denna arts svarta ändband och vita spetsar på stjärten. Hane bandstjärtad fruktätare är vidare kraftigare tecknad undertill och honan har tydligare ögonring.

## Utbredning och systematik
Bandstjärtad fruktätare delas in i två distinkta underarter:
- Pipreola intermedia intermedia – förekommer i subtropiska Anderna i Peru (La Libertad till Junín)
- Pipreola intermedia signata – förekommer i Anderna i sydöstra Peru (Cusco) och Puno) till västra Bolivia

## Levnadssätt
Bandstjärtad fruktätare hittas i bergsskogar. Där ses den enstaka eller i par.

## Status och hot
Arten har ett stort utbredningsområde, men tros minska i antal, dock inte tillräckligt kraftigt för att den ska betraktas som hotad. Internationella naturvårdsunionen IUCN listar arten som livskraftig (LC).